# Franco Stupaczuk
Franco Hernán Stupaczuk (Chaco, Argentina, 25 de marzo de 1996), conocido como Franco Stupaczuk o simplemente "Stupa", es un jugador profesional de pádel argentino que actualmente ocupa la 5.ª posición del ranking FIP. Juega en el revés junto a Juan Lebrón.

## Carrera
Stupaczuk comenzó muy pronto a ganar torneos como jugador, con solo 8 años fue campeón de Argentina de pádel sub-12. En el 2012 participó en el Mundial de Pádel y con solo 16 años se convirtió en número 1 de la Asociación argentina. Poco después debutó en el World Padel Tour. En 2016 su pareja fue Marcello Jardim, con la que logró buenos resultados. Su pareja hasta ese momento fue Martín Di Nenno, quien sufrió un grave accidente de tráfico, por lo que iba a jugar con el brasileño hasta que se recuperase. Junto con Martín, formaron durante años una de las parejas de menores más importantes de Argentina, eran llamados "Los Superpibes".
En 2017, gracias al gran nivel mostrado el año anterior, comenzó a jugar junto a Cristián Gutiérrez. El 8 de julio lograron alcanzar su primera final como pareja tras derrotar a Miguel Lamperti y Juani Mieres por 6-1 y 6-2. Poco después, ganaron el Mijas Open tras vencer a Matías Díaz y a Maxi Sánchez en la final con un 5-7, 6-4 y 6-4. En el siguiente torneo de la temporada, en Gran Canaria, se volvieron a proclamar campeones tras vencer en la final nuevamente a Mati Díaz y Maxi por 7-5 y 6-1. Esta gran racha finalmente se rompió en el torneo siguiente, en Alicante, perdiendo en primera ronda Pablo Lijó y Willy Lahoz
En 2018 continuó jugando con Cristián Gutiérrez. Ambos realizaron una buena temporada, incluso ganaron el Granada Open al derrotar por 2-6, 7-6 y 6-2 a la pareja que terminó el 2018 como números 1 del mundo, la formada por Maxi Sánchez y Sanyo Gutiérrez. También llegaron a la final del Andorra Open, pero perdieron por 7-5, 4-6 y 4-6, frente a la misma pareja.
En 2019 continúa con Cristian Gutiérrez, pero se separaron durante la temporada. Terminó jugando la segunda parte de la temporada junto a Matías Díaz, con quien logró ganar el Córdoba Open a pesar de ser la pareja 7.

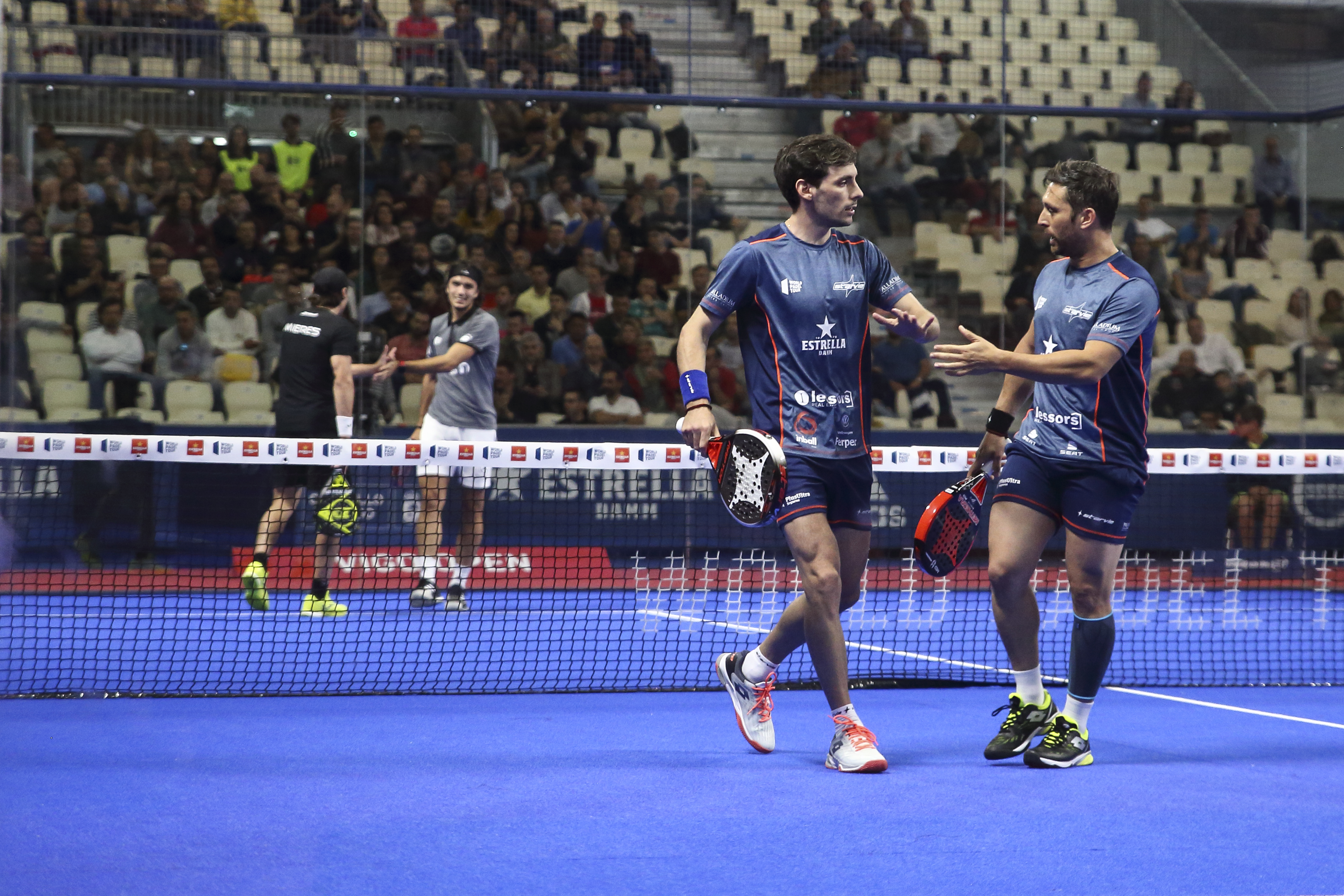
Franco Stupaczuk celebrando un punto junto a Mati Díaz en el Vigo Open de 2019.

En 2020 hace pareja junto a Sanyo Gutiérrez, posicionándose como una de las parejas candidatas a ocupar el n.º 1 del ranking. Sin embargo, ganaron un solo torneo (en Menorca) y acabaron el año como la 3.ª mejor pareja del ranking.
Para la temporada 2021, Stupaczuk anunció su nuevo compañero, Álex Ruiz. Muchos aficionados creyeron que la elección de Stupa no fue buena, debido a que Álex es un tipo de jugador de drive diferente al que está acostumbrado. Sin embargo, juntos realizaron un gran año, ganando los torneos Open de Cerdeña y de México y acabando el año afianzados como pareja 4 del ranking.
En 2022 continuaron juntos, pero tras los primeros cuatro torneos Stupa decidió separar sus caminos, argumentando que no se estaba encontrando cómodo jugando. Su siguiente compañero fue el tres veces número 1 del mundo Pablo Lima, empezaron a jugar juntos en el siguiente torneo, en Bruselas. Como en el año anterior, muchos aficionados pensaban que Stupa se equivocó al separarse de Álex, con quien había mostrado un gran nivel, y unirse a un jugador «veterano» como Pablo. Y nuevamente se comprobó que Stupa volvió a acertar en el cambio de pareja, ya que su agilidad y velocidad combinada con la seguridad el trabajo de Pablo Lima hicieron de la dupla argentino-brasileña una de las más duras del circuito, consiguiendo ganar a todas las mejores parejas, incluso a los número 1 Lebrón y Galán. En WPT consiguieron ganar el Open de Francia, venciendo precisamente a los 1 en la final por 7-6 y 6-4, y en Premier Padel lograron ganar los P1 de Guiza y Mendoza, siendo este último la victoria más emotiva de la carrera de Stupaczuk.
En 2023, tal y como aseguraban los rumores, se dio la tan esperada vuelta de "Los Superpibes"; Stupaczuk y Martín Di Nenno anunciaron que, después de 7 años, iban a volver a jugar juntos, esta vez con el objetivo de pelear por el número 1 del ranking. Empezaron como pareja 5, pero tras una buena actuación en el torneo inicial, el Abu Dhabi Master, se colocaron como pareja 4, habiendo perdido por muy poco en semifinales contra Lebrón y Galán. Ya desde el principio demostraron que la versión 2.0 de los superpibes iba a pelear por todo; en el segundo torneo del año, el primero de Premier Padel, el Qatar Major, llegaron a la final venciendo a otra de las parejas candidatas a pelear por el número uno, Arturo Coello y Agustín Tapia, por 5-7, 6-3 y 6-2. Una vez en la final, derrotaron a Bela y Sanyo por 6-2 y 7-6, en un partido cien por cien argentino donde los «veteranos» casi fuerzan el tercer set, pero no pudieron evitar que los superpibes, aunque ya no tan "pibes" , ganaran su primer torneo.

## Palmarés

### Premier Padel

#### Títulos
| N.º | Año  | Torneo  | Categoría | Pareja          | Oponentes en la final                | Resultado             |
| --- | ---- | ------- | --------- | --------------- | ------------------------------------ | --------------------- |
| 1   | 2022 | Mendoza | P1        | Pablo Lima      | Fernando Belasteguín Arturo Coello   | 6-2 / 4-6 / 7-6(8)    |
| 2   | 2022 | Guiza   | P1        | Pablo Lima      | Alejandro Galán Juan Lebrón          | 2-6 / 7-6(4) / 7-6(4) |
| 3   | 2023 | Doha    | Major     | Martín Di Nenno | Sanyo Gutiérrez Fernando Belasteguín | 6-2 / 7-6(5)          |
| 4   | 2024 | Guiza   | P2        | Miguel Yanguas  | Lucas Bergamini Javi Garrido         | 6-3 / 7-6(2)          |

#### Finales
| N.º | Año  | Torneo  | Categoría | Pareja          | Oponentes en la final              | Resultado       |
| --- | ---- | ------- | --------- | --------------- | ---------------------------------- | --------------- |
| 1   | 2023 | Mendoza | P1        | Martín Di Nenno | Arturo Coello Agustín Tapia        | 2-6 / 6-7(6)    |
| 2   | 2023 | Milán   | P1        | Martín Di Nenno | Juan Lebrón Alejandro Galán        | 6-7 / 7-6 / 6-7 |
| 3   | 2024 | Sevilla | P2        | Martín Di Nenno | Federico Chingotto Alejandro Galán | 6-7(6) / 4-6    |
| 4   | 2024 | Kuwait  | P1        | Miguel Yanguas  | Arturo Coello Agustín Tapia        | 4-6 / 2-6       |
| 5   | 2024 | Mexico  | Major     | Miguel Yanguas  | Arturo Coello Agustín Tapia        | 6-4 / 1-6 / 2-6 |

### World Padel Tour

#### Títulos
| N.º | Año                      | Torneo                   | Pareja             | Oponentes en la final              | Resultado          |
| --- | ------------------------ | ------------------------ | ------------------ | ---------------------------------- | ------------------ |
| 1   | 9 de julio de 2017       | Mijas-Costa del Sol Open | Cristian Gutiérrez | Matías Díaz Maxi Sánchez           | 5-7 / 6-4 / 6-4    |
| 2   | 30 de julio de 2017      | Gran Canaria Open        | Cristian Gutiérrez | Matías Díaz Maxi Sánchez           | 7-5 / 6-1          |
| 3   | 14 de octubre de 2018    | Granada Open             | Cristian Gutiérrez | Sanyo Gutiérrez Maxi Sánchez       | 2-6 / 7-6 / 6-2    |
| 4   | 17 de noviembre de 2019  | Córdoba Open             | Matías Díaz        | Juan Lebrón Paquito Navarro        | 6-3 / 6-3          |
| 5   | 27 de septiembre de 2020 | Menorca Open             | Sanyo Gutiérrez    | Fernando Belasteguín Agustín Tapia | 6-3 / 7-5          |
| 6   | 12 de septiembre de 2021 | Sardegna Open            | Álex Ruiz          | Martín Di Nenno Paquito Navarro    | 6-2 / 7-6(4)       |
| 7   | 5 de diciembre de 2021   | México Open              | Álex Ruiz          | Martín Di Nenno Paquito Navarro    | 6-3 / 3-6 / 6-2    |
| 8   | 19 de junio de 2022      | Francia Open             | Pablo Lima         | Juan Lebrón Alejandro Galán        | 7-6(8) / 6-4       |
| 9   | 21 de mayo de 2023       | Danish Open              | Martín Di Nenno    | Sanyo Gutiérrez Momo González      | 6-3 / 6-2          |
| 10  | 18 de junio de 2023      | French Open              | Martín Di Nenno    | Federico Chingotto Paquito Navarro | 6-2 / 6-4          |
| 11  | 25 de junio de 2023      | Valladolid Master        | Martín Di Nenno    | Arturo Coello Agustín Tapia        | 4-6 / 6-4 / 7-6(4) |
| 12  | 9 de julio de 2023       | València Open            | Martín Di Nenno    | Jon Sanz Alejandro Galán           | 6-3 / 6-3          |
| 13  | 24 de septiembre de 2023 | Madrid Master            | Martín Di Nenno    | Arturo Coello Agustín Tapia        | 7-5 / 6-4          |
| 14  | 15 de octubre de 2023    | Amsterdam Open           | Martín Di Nenno    | Federico Chingotto Paquito Navarro | 4-6 / 6-2 / 6-2    |

#### Finales
| N.º | Año                     | Torneo           | Pareja                  | Oponentes en la final                 | Resultado          |
| --- | ----------------------- | ---------------- | ----------------------- | ------------------------------------- | ------------------ |
| 1   | 8 de abril de 2018      | Alicante Open    | Cristian Gutiérrez      | Pablo Lima Fernando Belasteguín       | 6-7 / 0-3 (ret.)   |
| 2   | 26 de agosto de 2018    | Andorra Open     | Cristian Gutiérrez      | Carlos Daniel Gutiérrez Maxi Sánchez  | 7-5 / 4-6 / 4-6    |
| 3   | 30 de junio de 2019     | Bastad Open      | Matías Díaz             | Juan Lebrón Paquito Navarro           | 3-6 / 6-7          |
| 4   | 18 de octubre de 2020   | Barcelona Master | Carlos Daniel Gutiérrez | Juan Lebrón Alejandro Galán           | 4-6 / 1-6          |
| 5   | 8 de noviembre de 2020  | Alicante Open    | Carlos Daniel Gutiérrez | Juan Lebrón Alejandro Galán           | 6-4 / 3-6 / 4-6    |
| 6   | 11 de abril de 2021     | Madrid Open      | Álex Ruiz               | Juan Lebrón Fernando Belasteguín      | 7-6 / 4-6 / 3-6    |
| 7   | 25 de abril de 2021     | Alicante Open    | Álex Ruiz               | Juan Lebrón Alejandro Galán           | 0-6 / 4-6          |
| 8   | 24 de octubre de 2021   | Córdoba Open     | Álex Ruiz               | Martín Di Nenno Paquito Navarro       | 3-6 / 3-6          |
| 9   | 8 de mayo de 2022       | Bruselas Open    | Pablo Lima              | Juan Lebrón Alejandro Galán           | 3-6 / 3-6          |
| 10  | 24 de julio de 2022     | Málaga Open      | Pablo Lima              | Carlos Daniel Gutiérrez Agustín Tapia | 6-7(6) / 4-6       |
| 11  | 2 de octubre de 2022    | Ámsterdam Open   | Pablo Lima              | Arturo Coello Fernando Belasteguín    | 2-6 / 5-7          |
| 12  | 27 de noviembre de 2022 | México Open      | Pablo Lima              | Paquito Navarro Juan Tello            | 6-7(2) / 6-1 / 5-7 |
| 13  | 26 de marzo de 2023     | Asunción Open    | Martín Di Nenno         | Arturo Coello Agustín Tapia           | 2-6 / 1-6          |
| 14  | 16 de abril de 2023     | Granada Open     | Martín Di Nenno         | Arturo Coello Agustín Tapia           | 4-6 / 5-7          |
| 15  | 30 de abril de 2023     | Bruselas Open    | Martín Di Nenno         | Arturo Coello Agustín Tapia           | 6-7 / 6-3 / 3-6    |
| 16  | 28 de mayo de 2023      | Viena Open       | Martín Di Nenno         | Arturo Coello Agustín Tapia           | 3-6 / 3-6          |
| 17  | 1 de octubre de 2023    | Dusseldorf Open  | Martín Di Nenno         | Juan Lebrón Alejandro Galán           | 2-6 / 2-6          |
| 18  | 12 de noviembre de 2023 | Malmö Open       | Martín Di Nenno         | Juan Lebrón Alejandro Galán           | 3-6 / 4-6          |

### Mundial
- Campeonato Mundial de Pádel de 2022